# 高洪林
高洪林（？—）籍贯不详，中国人民解放军少将。

## 生平
高洪林曾任中央军委办公厅警卫局副局长等职，大校军衔。2016年，高洪林大校出任新组建的中央军委机关事务管理总局副局长。2016年9月19日至25日，在中国人民解放军国防大学举办全军副战区级以上单位纪委书记培训班，军委机关事务管理总局副局长高洪林少将参加培训。